# Antonio Abetti

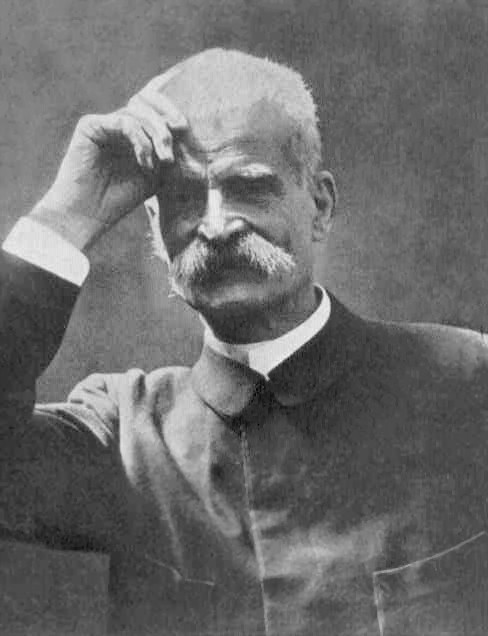
Antonio Abetti

Antonio Abetti (Gorizia, 19 juni 1846 – Florence, 20 februari 1928) was een Italiaans astronoom. Hij studeerde natuurkunde aan de universiteit van Pisa en werkte als astronoom aan de observatoria van Pisa en Padua. Tussen 1894 en 1921 was Abetti directeur van de Sterrenwacht van Arcetri bij Florence. In deze functie werd hij opgevolgd door zijn zoon Giorgio. In 1874 nam hij deel aan een expeditie geleid door Pietro Tacchini ter observering van de baan van Venus met een spectroscoop.
Hij had vooral belangstelling voor planetoïden en hun omloopbanen. Hierover bracht hij verschillende belangrijke publicaties uit. 